# Grüneberg (Orgelbauer)

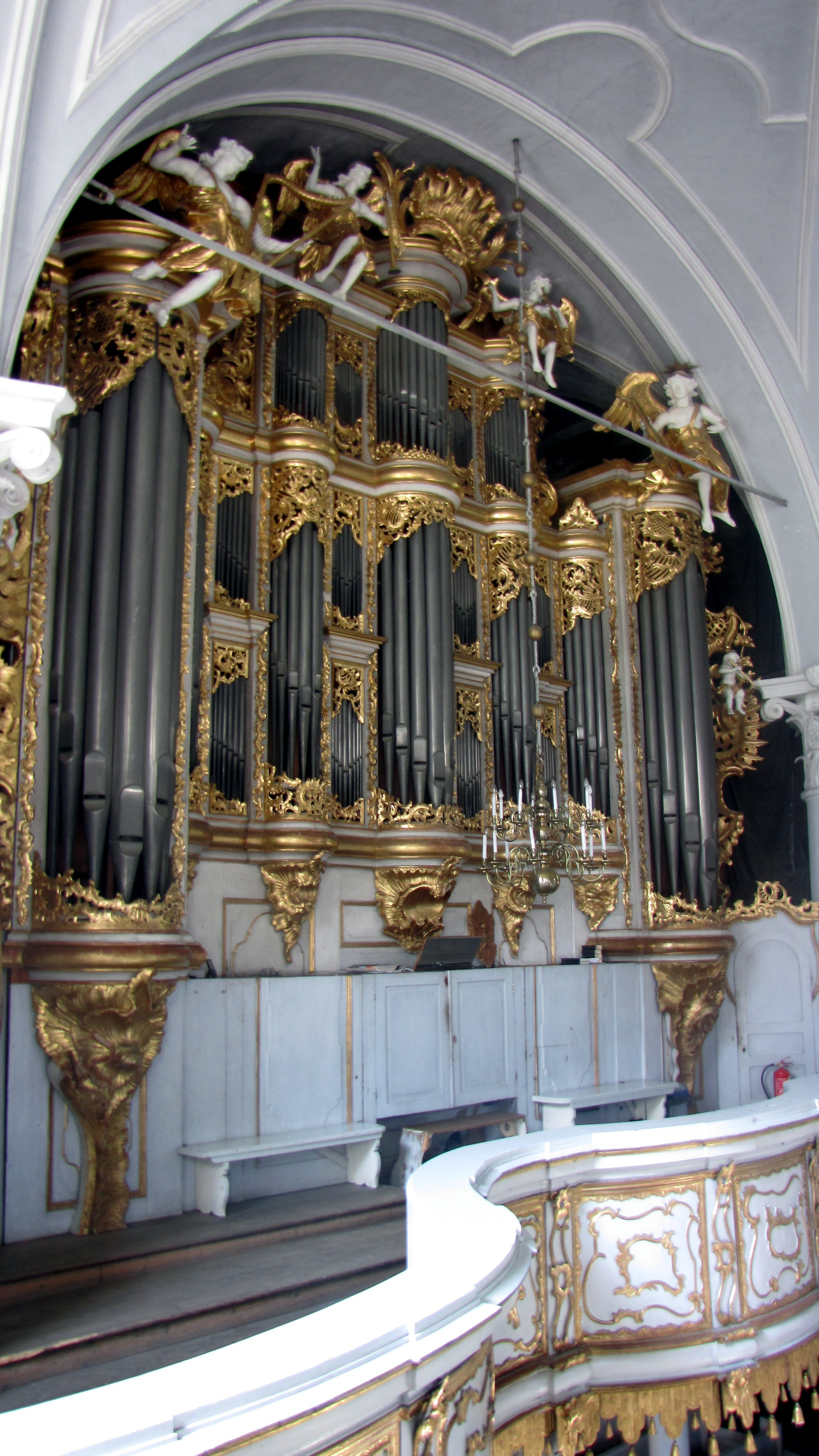
Prospekt der Orgel in Liepāja

Grüneberg war eine Familie von Orgelbauern in Brandenburg/Havel und Stettin. Der bedeutendste war Barnim Grüneberg, der die bis heute größte mechanisch traktierte Orgel in Liepāja mitbaute. 

## Familie
Die als Orgelbauer wirkenden Mitglieder der Familie waren
Magdeburg und Belgard
- Philipp Wilhelm Grüneberg (1710–1777), wirkte in Zerbst, Magdeburg und Belgard in Pommern, dort auch als Organist.

Brandenburg an der Havel
- Johann Friedrich Wilhelm Grüneberg (1751–1808), Sohn von Philipp Wilhelm.
- Johann Carl Wilhelm Grüneberg (1781–1864), Sohn von  Johann Wilhelm, wurde später Klavierbauer.

Stettin
- Georg Friedrich Grüneberg (1752–1827), Sohn von Philipp Wilhelm.
- August Wilhelm Grüneberg (1787–1837), dessen Sohn.
- Barnim Grüneberg (1828–1907), dessen Sohn, bedeutendster Orgelbauer im Ostseeraum in seiner Zeit, etwa 500 Neu- und Umbauten.
- Felix Johannes Grüneberg (1876–1945), dessen Sohn, verlegte 1906 die Werkstatt nach Finkenwalde bei Stettin, etwa 300 Neu- und Umbauten.
- Georg Grüneberg, arbeitete zeitweise mit seinem Bruder Felix.

Greifswald
- Barnim Grüneberg (1914–1964), Sohn von Felix, nach 1945 in Greifswald, führte Umbauten und Reparaturen aus.

## Firmengeschichte

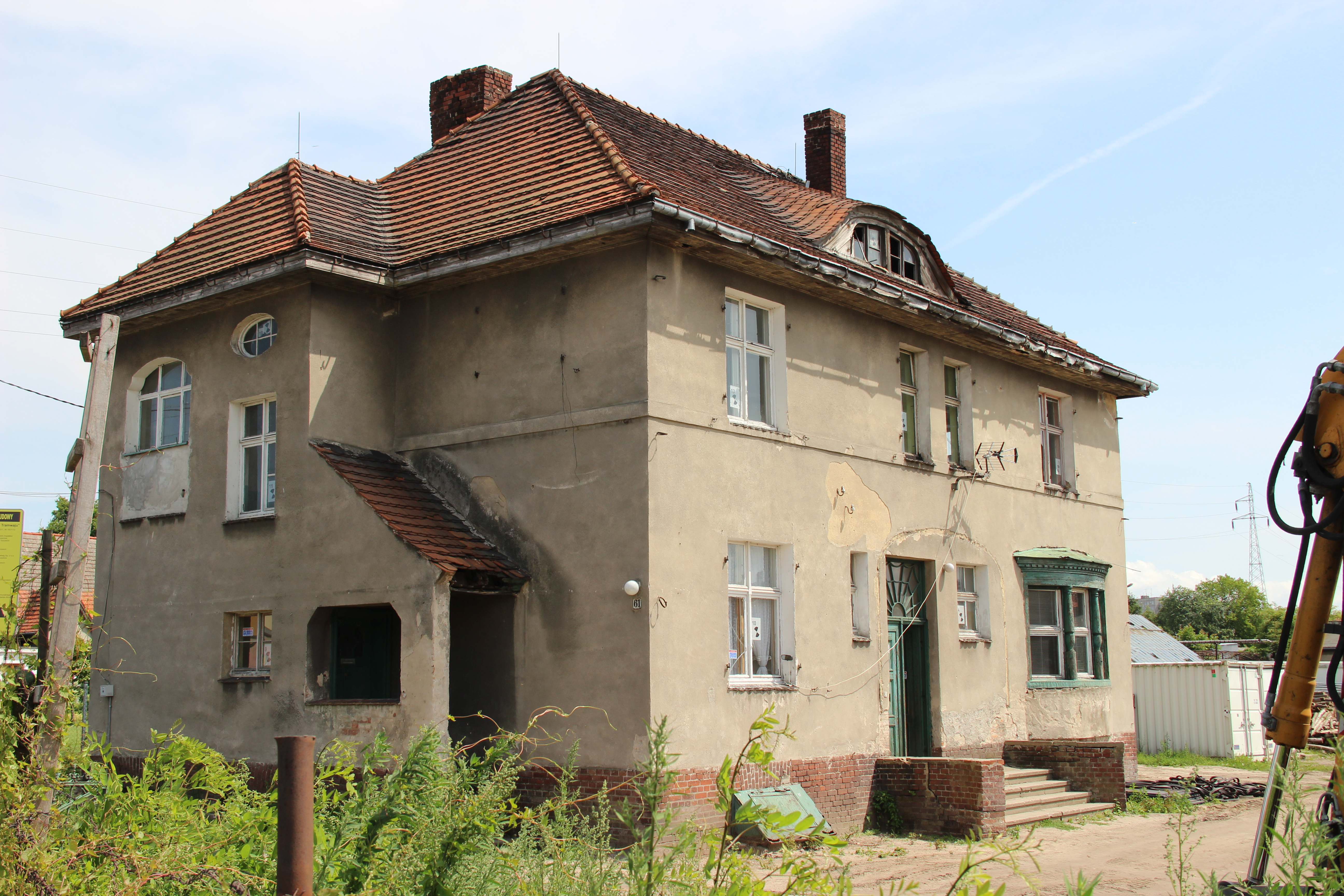
Grüneberg-Villa in Zdroje (Finkenwalde)

1782 gründete Georg Friedrich Grüneberg eine Werkstatt in Stettin.
Sie befand sich in der Großen Domstraße 24 (heute ul. Farna). 1906 verlegte sie Felix Grüneberg nach Finkenwalde in die Lange Straße 61 (heute Zdroje, ul. Batalionów Chłopskich). Im März 1945 wurde die Arbeit in den Werkstätten eingestellt.
2014 wurde die Jugendstilvilla um einige Dutzend Meter verlegt, um Platz für eine Straßenbahntrasse zu schaffen. Eine Renovierung ist geplant.

## Orgeln

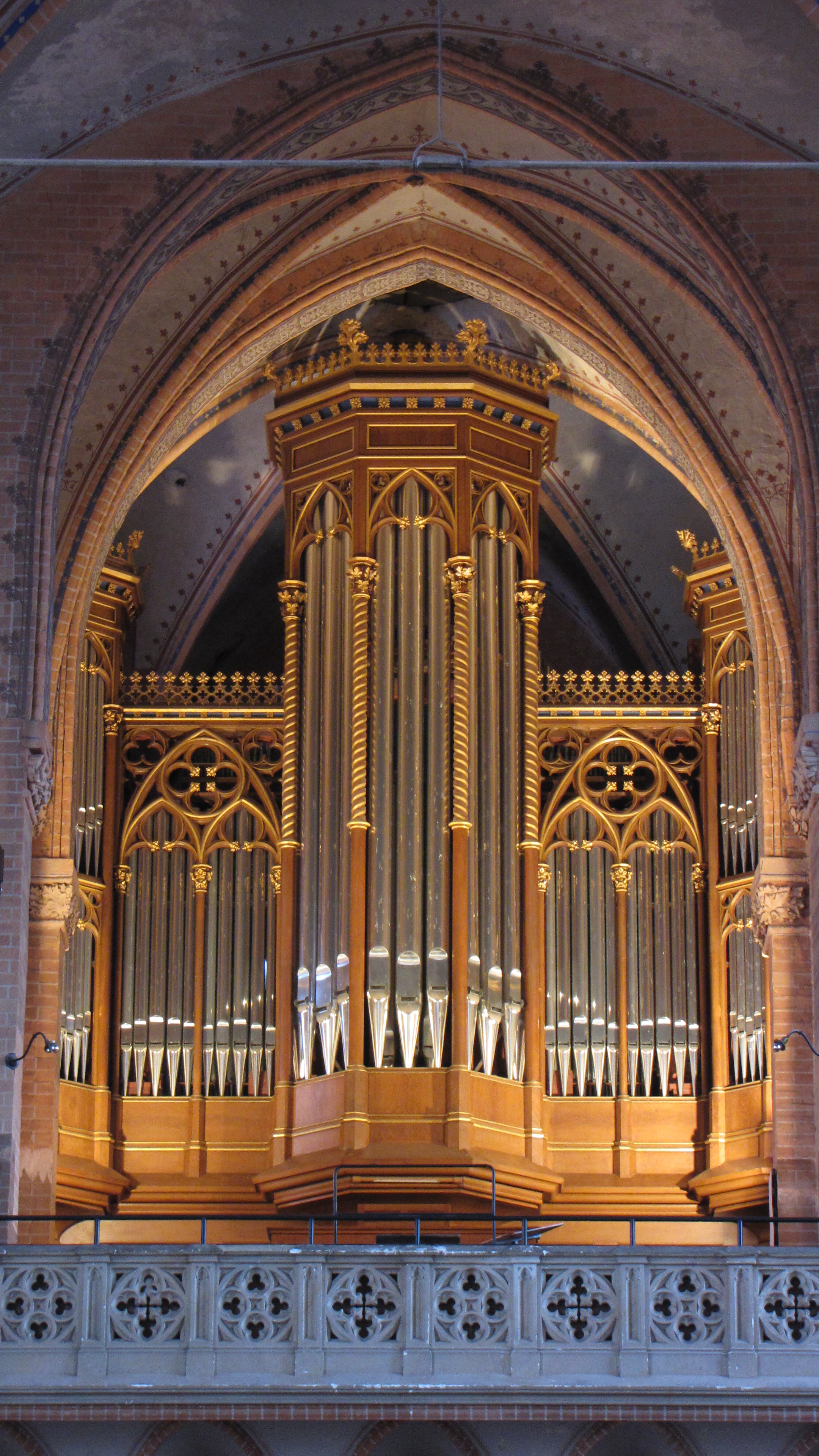
Buchholz-Grüneberg-Orgel in Demmin

Die Orgelbau-Anstalt B. Grüneberg in Stettin baute von 1854 bis 1945 über  800 Orgeln neu oder um.
Allein im Bereich der Evangelisch-Lutherischen Landeskirche Mecklenburgs sind 93 Orgeln von der Firma Grüneberg erbaut worden. Die größte Orgel Pommerns befindet sich in der Stadtkirche St. Bartholomaei in Demmin. Die größte Orgel mit mechanischer Traktur der Welt in der Dreifaltigkeitskirche in Libau in Lettland war 1888 von Barnim Grüneberg erweitert worden.

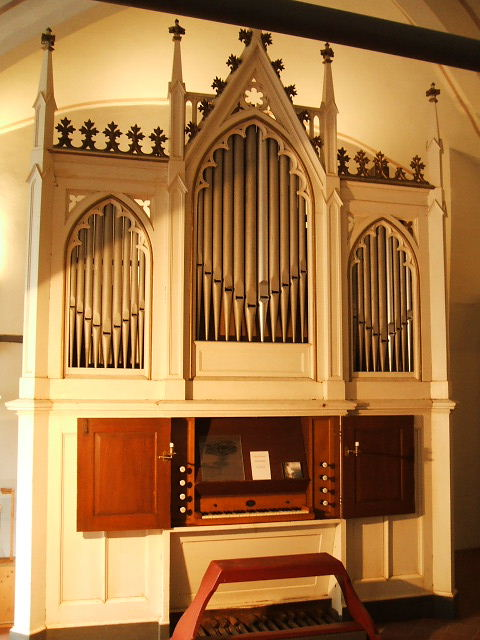
Orgel der Bagemühler Kirche, 1877
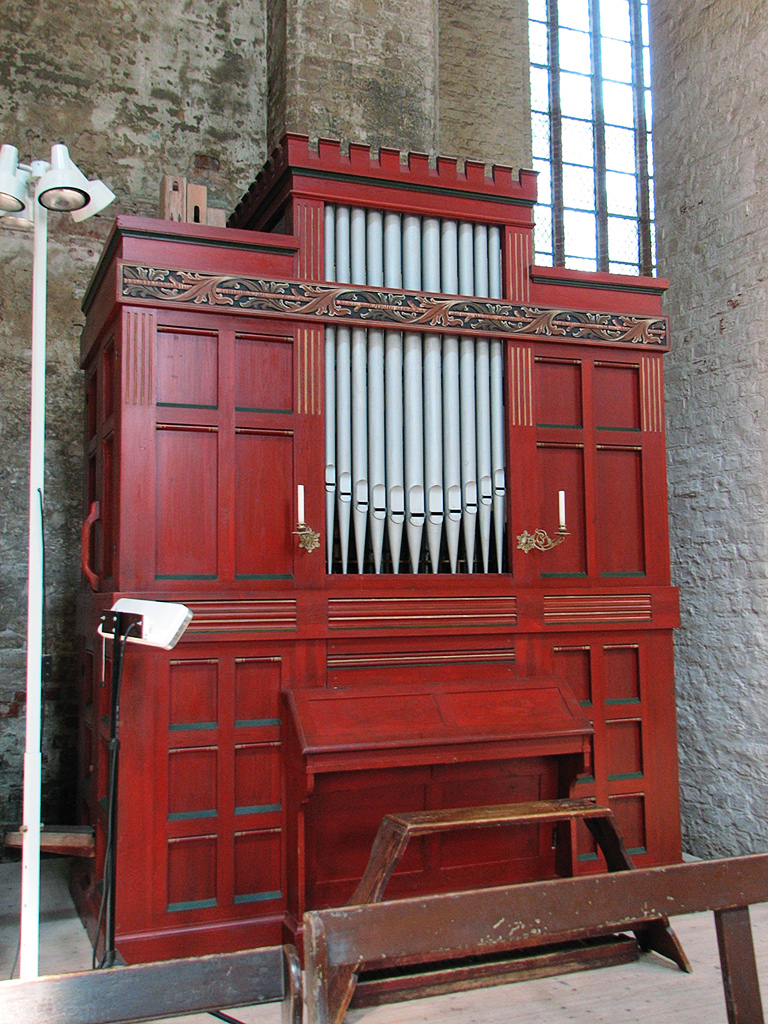
Grüneberg-Orgel in der Marienkirche Stralsund
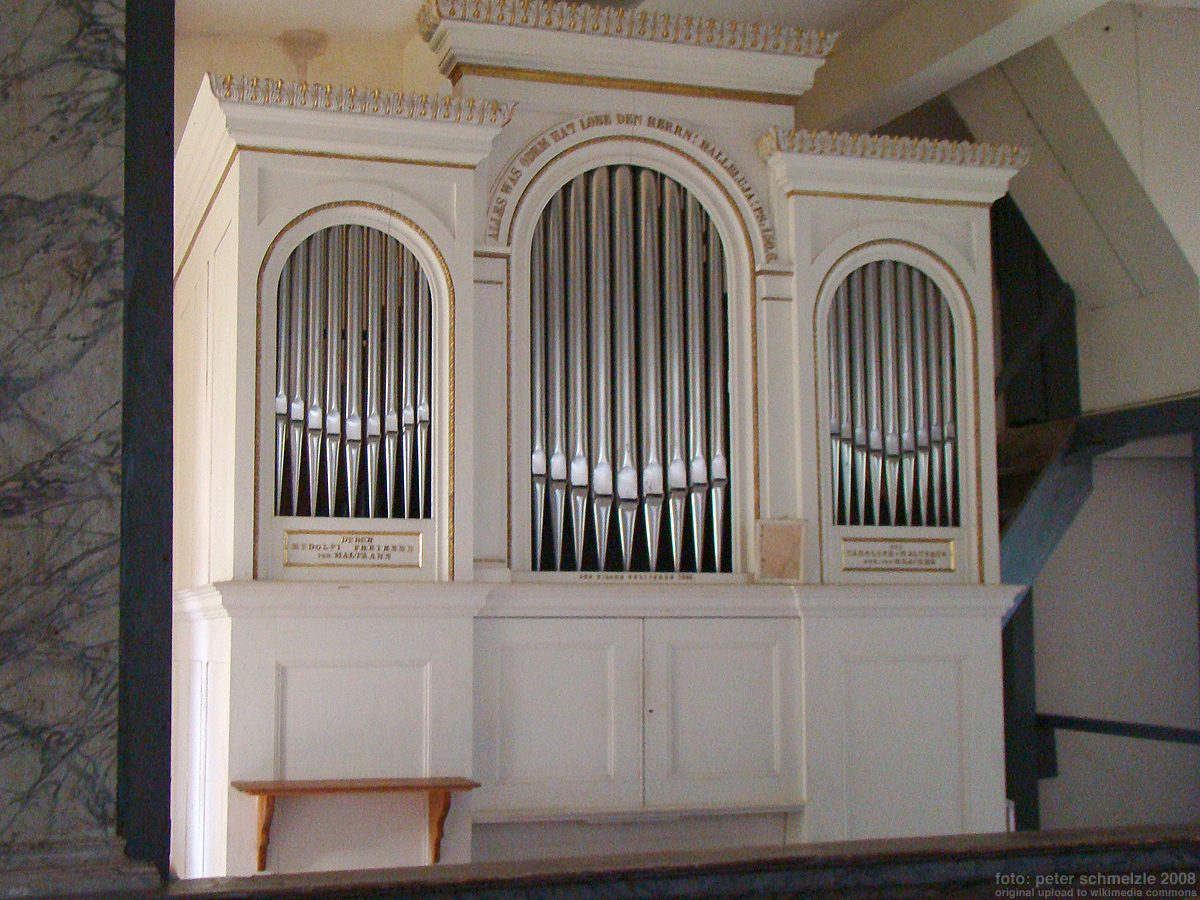
Grüneberg-Orgel in der Dorfkirche Kummerow